# Остапенко, Юлия Владимировна
Ю́лия Влади́мировна Оста́пенко (род. 20 декабря 1980 года, Львов) — украинская писательница-фантаст, работает в жанре тёмного психологического фэнтези.

## Биография
Родилась в 1980 году во Львове (Украина), где и живёт. Окончила философский факультет Львовского национального университета имени И. Франко. Имела возможность поступить в аспирантуру, но от аспирантуры отказалась и занялась преподаванием. Преподавала в педагогическом колледже при Львовском национальном университете.
Ещё в школьном возрасте Юлия Остапенко начала сочинять и перепробовала многие литературные жанры. В годы обучения в университете начала писать фэнтези, к которому ранее была совершенно равнодушна. С тех пор написала ряд романов в этом жанре, хотя работала также и в направлениях социальной фантастики, антиутопии, космооперы. 
Начиная с 2002 года, когда в журнале «Порог» был напечатан рассказ «На дне», Юлия Остапенко публикуется в различных газетах, журналах и сборниках России и Украины — в частности, в журналах «Полдень, XXI век», «Если», «Реальность фантастики», «Урал», «Млечный Путь», «Порог», «Рок-Оракул». Всего было опубликовано несколько десятков рассказов Юлии Остапенко. В 2003 году её произведения в жанре фэнтези вошли в шорт-лист национальной российской премии «Дебют». Выигрывала проводимые в интернете писательские конкурсы, включая «Рваную грелку-8», по итогам которой рассказ «Ромашка» был напечатан в журнале «Если».
В 2005 году вышли романы Остапенко «Ненависть» и «Игры рядом», в последующие годы — ещё несколько её романов, а также два сборника рассказов. Судья конкурсов литературы в жанре фантастики «Блэк-Джек-2», «Третий день».
Является одним из авторов литературного проекта «Этногенез».
Лауреат премии «Серебряная стрела-2013» в номинации «Лучший мужской образ» за роман «Тираны. Борджиа».
Дочь Елизавета.

## Особенности творчества
Отличительной чертой творчества Юлии Остапенко является интерес к психологии и психоанализу, она очень хорошо умеет описывать психологическую подоплёку поступков своих героев. Психология персонажей Юлию интересует гораздо больше, чем сюжет или даже фантастический мир. По мнению писательницы, фэнтези невозможно без психоанализа, а психоанализ — без фэнтези. Направление, в котором работает Остапенко, она сама называет «психологическим, или психоаналитическим, а иногда даже психиатрическим». К особенностям произведений писательницы относятся яркие живые характеры героев, нестандартные сюжетные ходы, неплохой язык.
Остапенко принципиально не пишет циклов, сериалов и продолжений. По её мнению, любая история должна быть рассказана от начала до конца, иначе историю незачем начинать.

### Романы
- Ненависть. Роман. — М.: АСТ, СПб.: Астрель-СПб, 2005. — Серия: Вторая стрела: Фэнтези нового века. — 319 с. ISBN 5-17-028398-9
- Игры рядом. — М.: АСТ, СПб.: Астрель-СПб, 2005. — Серия: Вторая стрела: Фэнтези нового века. — 592 с. ISBN 5-17-029030-6
- Зачем нам враги. — М.: АСТ, 2006. — Серия: Заклятые миры. — 352 с. ISBN 5-17-035198-4
- Птицелов. — М.:АСТ; АСТ МОСКВА: Хранитель, 2007. — Серия: Заклятые миры. — 544 с. ISBN 978-5-17-038731-1
- Тебе держать ответ. — М.:АСТ; АСТ МОСКВА: Хранитель, Харвест, 2008. — Серия: с/с Юлии Остапенко. — 800 с. ISBN 978-5-17-047784-5
- Легенда о Людовике. — М.:АСТ; Астрель, ВКТ, 2010. — Серия: с/с Юлии Остапенко. — 800 с. ISBN 978-5-17-066536-5
- Тираны. Книга первая: Борджиа. — М.: АСТ, Этногенез 2012. — Серия: Проект Этногенез. — 272 с. ISBN 978-5-904454-62-3
- Свет в ладонях. — М.:АСТ; Астрель, Харвест, 2012. — Серия: Звездный лабиринт. — 320 с. ISBN 978-5-271-43654-3, 978-985-18-1597-1

### Сборники повестей и рассказов
- Жажда снящих. — М.: АСТ, 2006. — Серия: Звездный лабиринт. — 352 с. ISBN 5-17-036181-5
- Лютый остров. — М.:АСТ; АСТ МОСКВА: Хранитель, Харвест, 2008. — Серия: с/с Юлии Остапенко. — 320 с. ISBN 978-5-17-050433-6